# Seznam vítězek ženské dvouhry na Australian Open
Seznam vítězek ženské dvouhry na Australian Open uvádí přehled šampionek ženské singlové soutěže na tenisovém turnaji Australian Open.
Australian Open je tenisový Grand Slam, každoročně hraný ve druhé polovině ledna jako úvodní část čtyřdílné grandslamové kategorie. Do roku 1987 probíhal na trávě. S přesunem z Kooyong Lawn Tennis Clubu do Melbourne Parku se začal odehrávat na tvrdém povrchu. Australský grandslam byl založen v roce 1905. Premiérový ročník ženské dvouhry se uskutečnil roku 1922 spolu se zahájením soutěží ženské a smíšené čtyřhry.
Nejvyšší počet jedenácti titulů vyhrála Australanka Margaret Courtová, z toho čtyři v rámci open éry od roku 1969. Rekordních sedm trofejí v otevřené éře vybojovala Američanka Serena Williamsová. Ziskem prvního ze tří titulů v roce 1997 se Švýcarka Martina Hingisová stala v 16 letech a 117 dnech věku nejmladším vítězem v historii dvouhry grandslamu bez rozdílu pohlaví.

## Historie
Australian Open se v minulosti odehrával napříč australským kontinentem, když se dějišty staly Perth, Brisbane, Adelaide, Sydney a Melbourne. Místa konání se velmi často střídala, než v roce 1972 grandslam trvale zakotvil v melbournském Kooyong Lawn Tennis Clubu. Odtud se roku 1988 přestěhoval do nově postaveného Flinders Parku, později přejmenovaného na Melbourne Park.

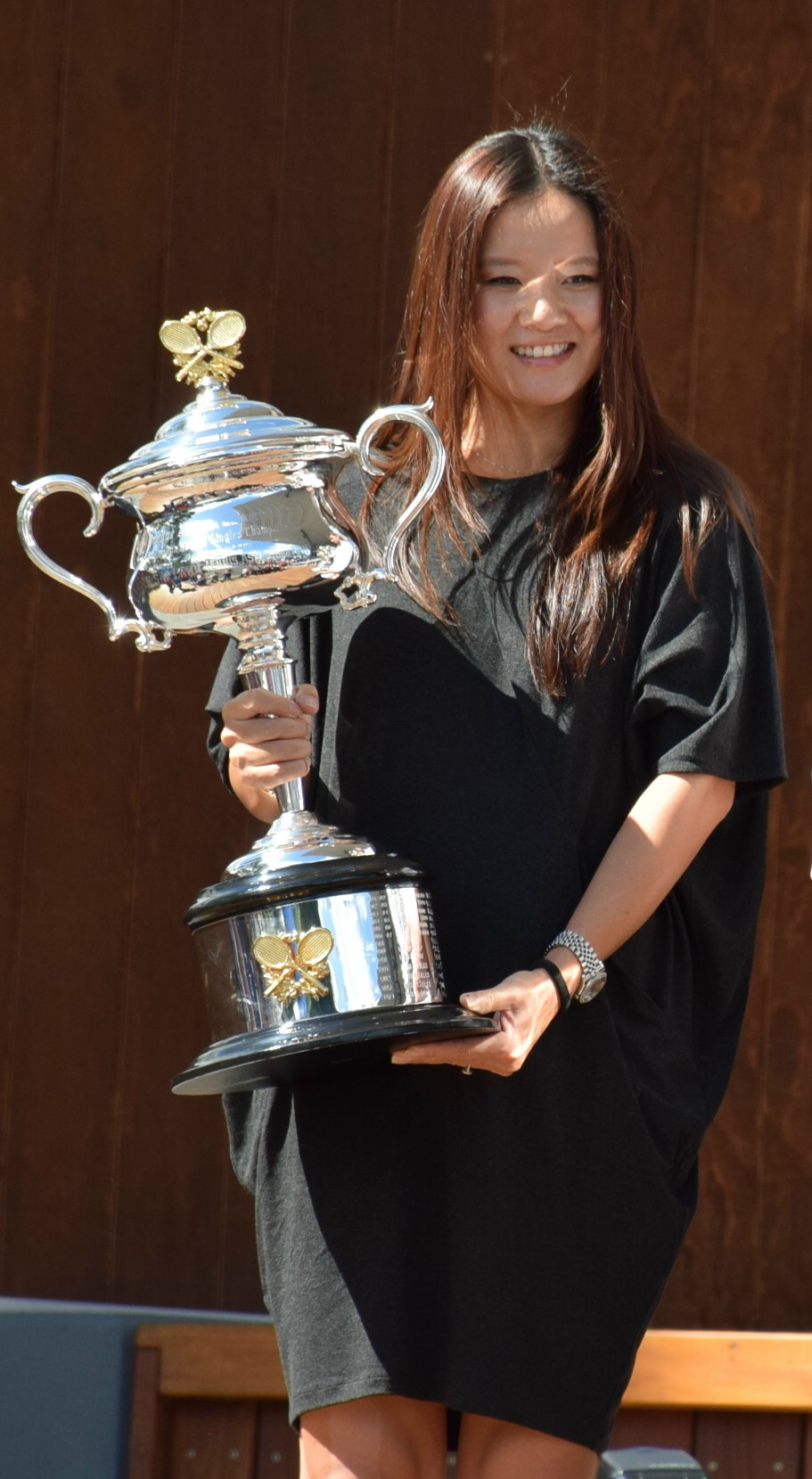
Li Na, čínská vítězka z roku 2014

Opakovaně se měnilo také datum konání turnaje. Z lednového termínu byl v roce 1971 přesunut na březen pro vyhovění požadavkům vlastníků okruhu World Championship Tennis (WCT) a americké tenisové ligy (National Tennis League), kteří před březnem neumožnili smluvně vázaným hráčům startovat v Austrálii. Již od následujícího ročníku 1972 však turnaj začínal opět v prosinci předcházejícího roku, aby se vyhnul zákazu Mezinárodní tenisové federace (ILTF) ke startu hráčů z okruhu WCT na turnajích ILTF v první polovině roku. Spor dvou okruhů byl zažehnán a od sezóny 1973 připadla turnajům ILTF v kalendáři druhá polovina roku. Snaha přimět k účasti více předních tenistů a tím zvýšit atraktivitu vedla po lednu 1977 k posunuti konání o několik dní dříve, aby turnaj končil již v prosinci a rozhodovalo se na něm o kalendářním grandslamu. Proto byly roku 1977 odehrány dva ročníky. Již v roce 1978 se však termín vrátil na přelom Nového roku i v důsledku neochoty tenistů hrát přímo během Vánoc. V roce 1985 padlo rozhodnutí k trvalému přesunu do druhé poloviny ledna, což způsobilo, že se ročník 1986 již neodehrál a turnaj v novém termínu následoval v lednu 1987.
Od počátku ženské dvouhry v roce 1922 měla soutěž charakter vyřazovacího formátu a zápasy probíhaly na dva vítězné sety. V roce 1971 byl do dvou úvodních setů zaveden 7bodový tiebreak. V závěrečné sadě o vítězce dále rozhodoval rozdíl dvou gemů. Výjimkou se stalo období 1980–1982, v němž byla zkrácená hra uplatněna i ve třetím setu. V sezóně 2019 byl do závěrečné sady zaveden 10bodový supertiebreak.
V letech 1922–1987 se hrálo na trávě. Přesun do Flinders Parku v roce 1988 znamenal přechod na tvrdý povrch. Žádná z hráček nevyhrála soutěž na trávě a zároveň i tvrdém povrchu. Pouze Serena Williamsová triumfovala na dvou typech tvrdého povrchu. První tři trofeje získala na původním Rebound Ace a další čtyři na Plexicushionu, jenž byl v areálu položen mezi lety 2008–2019. V roce 2020 byl instalován povrch GreenSet.

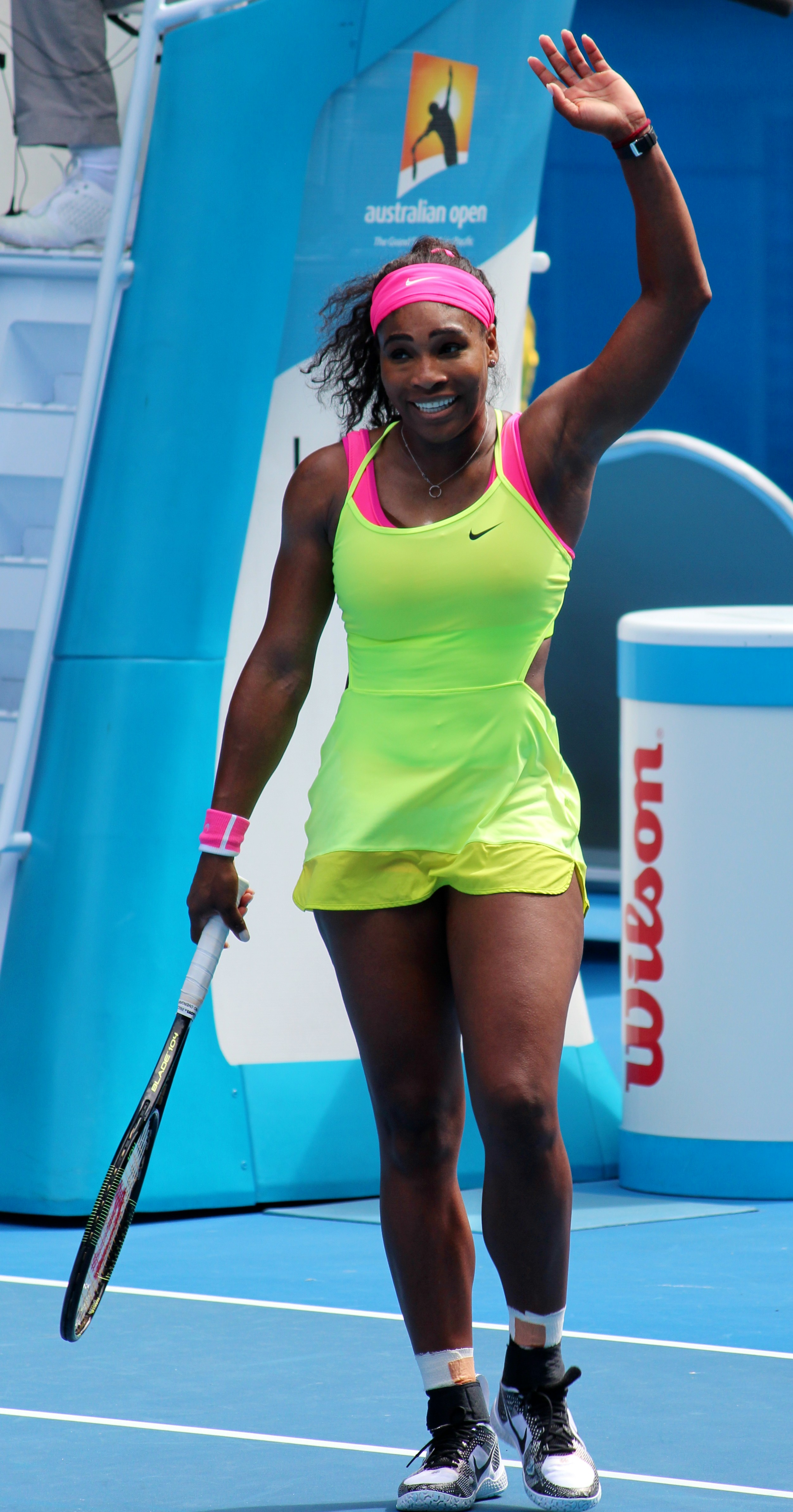
Sedminásobná vítězka Serena Williamsová

Vítězka získává pohár Daphne Akhurst Memorial Cup (Pamětní pohár Daphne Akhurstové), pojmenovaný po pětinásobné australské šampionce Daphne Akhurstové z úvodní dekády soutěže. Poprvé byl vítězce předán v roce 1934. Tenistka do vlastnictví obdrží zmenšenou repliku. Odměna šampionky v roce 2010 činila 2 100 tisíc australských dolarů, roku 2020 dosáhla již částky 4 120 tisíc australských dolarů.
Nejvyšší celkový počet jedenácti titulů vyhrála Australanka Margaret Courtová, z toho rekordních sedm v amatérské éře a čtyři v rámci open éry od roku 1969. Mezi lety 1960–1966 získala jako jediná šampionka sedm titulů v řadě. Rekordních sedm trofejí v otevřené éře vybojovala Američanka Serena Williamsová. Třikrát za sebou v tomto období vyhrály Margaret Courtová (1969–1971), Evonne Goolagongová (1974–1976), Steffi Grafová (1988–1990), Monika Selešová (1991–1993) a Martina Hingisová (1997–1999).
Nejmladší šampionkou se roku 1997 v 16 letech a 117 dnech věku stala Švýcarka Martina Hingisová, čímž vytvořila historický rekord nejmladšího vítěze grandslamové dvouhry. Již na Australian Open 1995 se stala ve věku 14 let a 3 měsíců nejmladším tenistou, jenž vyhrál singlový zápas na Grand Slamu. Naopak nejstarší držitelkou trofeje byla v 35 letech a 8 měsících Australanka Thelma Longová při zisku poháru roku 1954.
V závěru finále 1965 skrečovala duel s Margaret Smithovou Brazilka Maria Buenová pro silné křeče v dolních končetinách a bolest levého kolena, která se v průběhu turnaje zvyšovala. Následující ročník 1966 Smithová vyhrála sedmý titul bez odehraného finále, když Američanka Nancy Richeyová po semifinálovém vítězství nad 18letou Melvilleovou nebyla schopna nastoupit pro zraněné levé koleno. V sezóně 1967 již Richeyová finále vyhrála nad Australankou Lesley Turnerovou. Na Australian Open 2006 získala trofej Francouzka Amélie Mauresmová poté, co její tři soupeřky skrečovaly utkání. Nejdříve ve třetím kole Michaëlla Krajiceková pro přehřátí, v rozhodující sadě semifinále pak druhá nasazená Kim Clijstersová pro výron hlezna a ve druhém setu finále Justine Henin-Hardenneová pro žaludeční křeče.

## Přehled finále

### Amatérská éra
| Rok  | vítězka                           | finalistka                        | výsledek           |
| ---- | --------------------------------- | --------------------------------- | ------------------ |
| 1922 | Margaret Molesworthová (AUS)      | Esna Boydová (AUS)                | 6–3, 10–8          |
| 1923 | Margaret Molesworthová (AUS)      | Esna Boydová (AUS)                | 6–1, 7–5           |
| 1924 | Sylvia Lance Harperová (AUS)      | Esna Boydová (AUS)                | 6–3, 3–6, 8–6      |
| 1925 | Daphne Akhurstová (AUS)           | Esna Boydová (AUS)                | 1–6, 8–6, 6–4      |
| 1926 | Daphne Akhurstová (AUS)           | Esna Boydová (AUS)                | 6–1, 6–3           |
| 1927 | Esna Boydová (AUS)                | Sylvia Lance Harperová (AUS)      | 10–8, 2–6, 7–5     |
| 1928 | Daphne Akhurstová (AUS)           | Esna Boydová (AUS)                | 7–5, 6–2           |
| 1929 | Daphne Akhurstová (AUS)           | Louise Bickertonová (AUS)         | 6–1, 5–7, 6–2      |
| 1930 | Daphne Akhurstová (AUS)           | Sylvia Lance Harperová (AUS)      | 10–8, 2–6, 7–5     |
| 1931 | Coral McInnes Buttsworthová (AUS) | Marjorie Cox Crawfordová (AUS)    | 1–6, 6–3, 6–4      |
| 1932 | Coral McInnes Buttsworthová (AUS) | Kathrine Le Mesurierová (AUS)     | 9–7, 6–4           |
| 1933 | Joan Hartiganová (AUS)            | Coral McInnes Buttsworthová (AUS) | 6–4, 6–3           |
| 1934 | Joan Hartiganová (AUS)            | Margaret Molesworthová (AUS)      | 6–1, 6–4           |
| 1935 | Dorothy Round Littleová (GBR)     | Nancy Lyleová (GBR)               | 6–1, 1–6, 6–3      |
| 1936 | Joan Hartiganová (AUS)            | Nancye Wynneová (AUS)             | 6–4, 6–4           |
| 1937 | Nancye Wynneová (AUS)             | Emily Hood Westacottová (AUS)     | 6–3, 5–7, 6–4      |
| 1938 | Dorothy Bundyová (USA)            | Dorothy Stevensonová (AUS)        | 6–3, 6–2           |
| 1939 | Emily Hood Westacottová (AUS)     | Nell Hallová Hopmanová (AUS)      | 6–1, 6–2           |
| 1940 | Nancye Wynneová (AUS)             | Thelma Longová (AUS)              | 5–7, 6–4, 6–0      |
| 1941 | nehráno                           | nehráno                           | nehráno            |
| 1942 | nehráno                           | nehráno                           | nehráno            |
| 1943 | nehráno                           | nehráno                           | nehráno            |
| 1944 | nehráno                           | nehráno                           | nehráno            |
| 1945 | nehráno                           | nehráno                           | nehráno            |
| 1946 | Nancye Wynneová (AUS)             | Joyce Fitchová (AUS)              | 6–4, 6–4           |
| 1947 | Nancye Wynneová (AUS)             | Nell Hallová Hopmanová (AUS)      | 6–3, 6–2           |
| 1948 | Nancye Wynneová (AUS)             | Marie Toomeyová (AUS)             | 6–3, 6–1           |
| 1949 | Doris Hartová (USA)               | Nancye Wynneová (AUS)             | 6–3, 6–4           |
| 1950 | Louise Broughová (USA)            | Doris Hartová (USA)               | 6–4, 3–6, 6–4      |
| 1951 | Nancye Wynneová (AUS)             | Thelma Longová (AUS)              | 6–1, 7–5           |
| 1952 | Thelma Longová (AUS)              | Helen Angwinová (AUS)             | 6–2, 6–3           |
| 1953 | Maureen Connollyová (USA)         | Julia Sampsonová (USA)            | 6–3, 6–2           |
| 1954 | Thelma Longová (AUS)              | Jenny Staleyová (AUS)             | 6–3, 6–4           |
| 1955 | Beryl Penroseová (AUS)            | Thelma Longová (AUS)              | 6–4, 6–3           |
| 1956 | Mary Carterová (AUS)              | Thelma Longová (AUS)              | 3–6, 6–2, 9–7      |
| 1957 | Shirley Fryová (USA)              | Althea Gibsonová (USA)            | 6–3, 6–4           |
| 1958 | Angela Mortimerová (GBR)          | Lorraine Coghlanová (AUS)         | 6–3, 6–4           |
| 1959 | Mary Carterová (AUS)              | Renee Schuurmanová (JAR)          | 6–2, 6–3           |
| 1960 | Margaret Smithová (AUS)           | Jan Lehaneová (AUS)               | 7–5, 6–2           |
| 1961 | Margaret Smithová (AUS)           | Jan Lehaneová (AUS)               | 6–1, 6–4           |
| 1962 | Margaret Smithová (AUS)           | Jan Lehaneová (AUS)               | 6–0, 6–2           |
| 1963 | Margaret Smithová (AUS)           | Jan Lehaneová (AUS)               | 6–2, 6–2           |
| 1964 | Margaret Smithová (AUS)           | Lesley Turnerová (AUS)            | 6–3, 6–2           |
| 1965 | Margaret Smithová (AUS)           | Maria Buenová (BRA)               | 5–7, 6–4, 5–2skreč |
| 1966 | Margaret Smithová (AUS)           | Nancy Richeyová (USA)             | bez boje           |
| 1967 | Nancy Richeyová (USA)             | Lesley Turnerová (AUS)            | 6–1, 6–4           |
| 1968 | Billie Jean Kingová (USA)         | Margaret Smithová (AUS)           | 6–1, 6–2           |

### Otevřená éra
| Rok       | vítězka                         | finalistka                      | výsledek           |
| --------- | ------------------------------- | ------------------------------- | ------------------ |
| 1969      | Margaret Smith Courtová (AUS)   | Billie Jean Kingová (USA)       | 6–4, 6–1           |
| 1970      | Margaret Smith Courtová (AUS)   | Kerry Melvilleová (AUS)         | 6–1, 6–3           |
| 1971      | Margaret Smith Courtová (AUS)   | Evonne Goolagongová (AUS)       | 2–6, 7–6(7–0), 7–5 |
| 1972      | Virginia Wadeová (GBR)          | Evonne Goolagongová (AUS)       | 6–4, 6–4           |
| 1973      | Margaret Smith Courtová (AUS)   | Evonne Goolagongová (AUS)       | 6–4, 7–5           |
| 1974      | Evonne Goolagongová (AUS)       | Chris Evertová (AUS)            | 7–6(7–5), 4–6, 6–0 |
| 1975      | Evonne Goolagongová (AUS)       | Martina Navrátilová (TCH)       | 6–3, 6–2           |
| 1976      | Evonne Goolagongová (AUS)       | Renáta Tomanová (TCH)           | 6–2, 6–2           |
| 1977(I)   | Kerry Ann Reidová (AUS)         | Dianne Balestratová (AUS)       | 7–5, 6–2           |
| 1977(XII) | Evonne Goolagongová (AUS)       | Helen Gourlay Cawleyová (AUS)   | 6–3, 6–0           |
| 1978      | Chris O'Neilová (AUS)           | Betsy Nagelsenová (USA)         | 6–3, 7–6(7–3)      |
| 1979      | Barbara Jordanová (USA)         | Sharon Walshová (USA)           | 6–3, 6–3           |
| 1980      | Hana Mandlíková (TCH)           | Wendy Turnbullová (AUS)         | 6–0, 7–5           |
| 1981      | Martina Navrátilová (USA)       | Chris Evertová (USA)            | 6–7(7–4), 6–4, 7–5 |
| 1982      | Chris Evertová (USA)            | Martina Navrátilová (USA)       | 6–3, 2–6, 6–3      |
| 1983      | Martina Navrátilová (USA)       | Kathy Jordanová (USA)           | 6–2, 7–6(7–5)      |
| 1984      | Chris Evertová (USA)            | Helena Suková (TCH)             | 6–7(4–7), 6–1, 6–3 |
| 1985      | Martina Navrátilová (USA)       | Chris Evertová (USA)            | 6–2, 4–6, 6–2      |
| 1986      | nehráno                         | nehráno                         | nehráno            |
| 1987      | Hana Mandlíková (TCH)           | Martina Navrátilová (USA)       | 7–5, 7–6(7–1)      |
| 1988      | Steffi Grafová (FRG)            | Chris Evertová (USA)            | 6–1, 7–6(7–3)      |
| 1989      | Steffi Grafová (FRG)            | Helena Suková (TCH)             | 6–4, 6–4           |
| 1990      | Steffi Grafová (FRG)            | Mary Joe Fernandezová (USA)     | 6–3, 6–4           |
| 1991      | Monika Selešová (YUG)           | Jana Novotná (TCH)              | 5–7, 6–3, 6–1      |
| 1992      | Monika Selešová (YUG)           | Mary Joe Fernandezová (USA)     | 6–2, 6–3           |
| 1993      | Monika Selešová (YUG)           | Steffi Grafová (GER)            | 4–6, 6–3, 6–2      |
| 1994      | Steffi Grafová (GER)            | Arantxa Sánchez Vicariová (ESP) | 6–0, 6–2           |
| 1995      | Mary Pierceová (FRA)            | Arantxa Sánchez Vicariová (ESP) | 6–3, 6–2           |
| 1996      | Monika Selešová (USA)           | Anke Huberová (GER)             | 6–4, 6–1           |
| 1997      | Martina Hingisová (SUI)         | Mary Pierceová (FRA)            | 6–2, 6–2           |
| 1998      | Martina Hingisová (SUI)         | Conchita Martínezová (ESP)      | 6–3, 6–3           |
| 1999      | Martina Hingisová (SUI)         | Amélie Mauresmová (FRA)         | 6–2, 6–3           |
| 2000      | Lindsay Davenportová (USA)      | Martina Hingisová (SUI)         | 6–1, 7–5           |
| 2001      | Jennifer Capriatiová (USA)      | Martina Hingisová (SUI)         | 6–4, 6–3           |
| 2002      | Jennifer Capriatiová (USA)      | Martina Hingisová (SUI)         | 4–6, 7–6(9–7), 6–2 |
| 2003      | Serena Williamsová (USA)        | Venus Williamsová (USA)         | 7–6(7–4), 3–6, 6–4 |
| 2004      | Justine Henin-Hardenneová (BEL) | Kim Clijstersová (BEL)          | 6–3, 4–6, 6–3      |
| 2005      | Serena Williamsová (USA)        | Lindsay Davenportová (USA)      | 2–6, 6–3, 6–0      |
| 2006      | Amélie Mauresmová (FRA)         | Justine Henin-Hardenneová (BEL) | 6–1, 2–0skreč      |
| 2007      | Serena Williamsová (USA)        | Maria Šarapovová (RUS)          | 6–1, 6–2           |
| 2008      | Maria Šarapovová (RUS)          | Ana Ivanovićová (SRB)           | 7–5, 6–3           |
| 2009      | Serena Williamsová (USA)        | Dinara Safinová (RUS)           | 6–0, 6–3           |
| 2010      | Serena Williamsová (USA)        | Justine Heninová (BEL)          | 6–3, 3–6, 6–2      |
| 2011      | Kim Clijstersová (BEL)          | Li Na (CHN)                     | 3–6, 6–3, 6–3      |
| 2012      | Viktoria Azarenková (BLR)       | Maria Šarapovová (RUS)          | 6–3, 6–0           |
| 2013      | Viktoria Azarenková (BLR)       | Li Na (CHN)                     | 4–6, 6–4, 6–3      |
| 2014      | Li Na (CHN)                     | Dominika Cibulková (SVK)        | 7–6(7–3), 6–0      |
| 2015      | Serena Williamsová (USA)        | Maria Šarapovová (RUS)          | 6–3, 7–6(7–5)      |
| 2016      | Angelique Kerberová (GER)       | Serena Williamsová (USA)        | 6–4, 3–6, 6–4      |
| 2017      | Serena Williamsová (USA)        | Venus Williamsová (USA)         | 6–4, 6–4           |
| 2018      | Caroline Wozniacká (DEN)        | Simona Halepová (ROU)           | 7–6(7–2), 3–6, 6–4 |
| 2019      | Naomi Ósakaová (JPN)            | Petra Kvitová (CZE)             | 7–6(7–2), 5–7, 6–4 |
| 2020      | Sofia Keninová (USA)            | Garbiñe Muguruzaová (ESP)       | 4–6, 6–2, 6–2      |
| 2021      | Naomi Ósakaová (JPN)            | Jennifer Bradyová (USA)         | 6–4, 6–3           |
| 2022      | Ashleigh Bartyová (AUS)         | Danielle Collinsová (USA)       | 6–3, 7–6(7–2)      |
| 2023      | Aryna Sabalenková               | Jelena Rybakinová (KAZ)         | 4–6, 6–3, 6–4      |
| 2024      | Aryna Sabalenková               | Čeng Čchin-wen (CHN)            | 6–3, 6–2           |
| 2025      | Madison Keysová (USA)           | Aryna Sabalenková               | 6–3, 2–6, 7–5      |

## Statistiky

### Vícenásobné vítězky
| Poř. | tenistka                       | tituly | tituly   | tituly |
| Poř. | tenistka                       | první  | poslední | celkem |
| ---- | ------------------------------ | ------ | -------- | ------ |
| 1.   | Margaret Courtová (AUS)        | 1960   | 1973     | 11     |
| 2.   | Serena Williamsová (USA)       | 2003   | 2017     | 7      |
| 3.   | Nancye Wynneová (AUS)          | 1937   | 1951     | 6      |
| 4.   | Daphne Akhurstová (AUS)        | 1925   | 1930     | 5      |
| 5.   | Steffi Grafová (GER)           | 1988   | 1994     | 4      |
| 5.   | / Monika Selešová (YUG/USA)    | 1991   | 1996     | 4      |
| 5.   | Evonne Goolagongová (AUS)      | 1974   | 1977     | 4      |
| 8.   | Joan Hartiganová (AUS)         | 1933   | 1936     | 3      |
| 8.   | Martina Navrátilová (USA)      | 1981   | 1985     | 3      |
| 8.   | Martina Hingisová (SUI)        | 1997   | 1999     | 3      |
| 11.  | Margaret Molesworthová (AUS)   | 1922   | 1923     | 2      |
| 11.  | Coral McInnes Buttsworth (AUS) | 1931   | 1932     | 2      |
| 11.  | Thelma Longová (AUS)           | 1952   | 1954     | 2      |
| 11.  | Mary Carterová (AUS)           | 1956   | 1959     | 2      |
| 11.  | Chris Evertová (USA)           | 1982   | 1984     | 2      |
| 11.  | Jennifer Capriatiová (USA)     | 2001   | 2002     | 2      |
| 11.  | Viktoria Azarenková (BLR)      | 2012   | 2013     | 2      |
| 11.  | Naomi Ósakaová (JPN)           | 2019   | 2021     | 2      |
| 11.  | Aryna Sabalenková              | 2023   | 2024     | 2      |

### Tituly podle států
| Poř. | stát               | tituly                    | tituly | tituly              | tituly   | tituly |
| Poř. | stát               | první                     | první  | poslední            | poslední | celkem |
| ---- | ------------------ | ------------------------- | ------ | ------------------- | -------- | ------ |
| 1.   | Austrálie          | Margaret Molesworthová    | 1922   | Ashleigh Bartyová   | 2022     | 44     |
| 2.   | USA                | Dorothy Bundyová          | 1938   | Madison Keysová     | 2025     | 26     |
| 3.   | Německo            | Steffi Grafová            | 1988   | Angelique Kerberová | 2016     | 5      |
| 4.   | Švýcarsko          | Martina Hingisová         | 1997   | Martina Hingisová   | 1999     | 3      |
| 4.   | Spojené království | Dorothy Round Littleová   | 1935   | Virginia Wadeová    | 1972     | 3      |
| 4.   | Jugoslávie         | Monika Selešová           | 1991   | Monika Selešová     | 1993     | 3      |
| 7.   | Československo     | Hana Mandlíková           | 1980   | Hana Mandlíková     | 1987     | 2      |
| 7.   | Francie            | Mary Pierceová            | 1995   | Amélie Mauresmová   | 2006     | 2      |
| 7.   | Belgie             | Justine Henin-Hardenneová | 2004   | Kim Clijstersová    | 2011     | 2      |
| 7.   | Bělorusko          | Viktoria Azarenková       | 2012   | Viktoria Azarenková | 2013     | 2      |
| 7.   | Japonsko           | Naomi Ósakaová            | 2019   | Naomi Ósakaová      | 2021     | 2      |
| 12.  | Rusko              | Maria Šarapovová          | 2008   | —                   | —        | 1      |
| 12.  | Čína               | Li Na                     | 2014   | —                   | —        | 1      |
| 12.  | Dánsko             | Caroline Wozniacká        | 2018   | —                   | —        | 1      |

### Nejvíce titulů v řadě
| Poř. | tenistka                  | tituly | tituly   | tituly |
| Poř. | tenistka                  | první  | poslední | celkem |
| ---- | ------------------------- | ------ | -------- | ------ |
| 1.   | Margaret Courtová (AUS)   | 1960   | 1966     | 7      |
| 2.   | Nancye Wynneová (AUS)     | 1940   | 1948     | 4      |
| 3.   | Daphne Akhurstová (AUS)   | 1928   | 1930     | 3      |
| 3.   | Margaret Courtová (AUS)   | 1969   | 1971     | 3      |
| 3.   | Evonne Goolagongová (AUS) | 1974   | 1976     | 3      |
| 3.   | Steffi Grafová (GER)      | 1988   | 1990     | 3      |
| 3.   | Monika Selešová (YUG)     | 1991   | 1993     | 3      |
| 3.   | Martina Hingisová (SUI)   | 1997   | 1999     | 3      |